# Канчельскіс Андрій Антанасович
Канчельскіс Андрій Антанасович (нар. 23 січня 1969, Кіровоград) — український радянський, український та російський  футболіст-півзахисник литовського походження, згодом — російський футбольний тренер.

## Біографія
Литовець Антанас Канчельскіс з Каунаса, проходячи військову службу у Кіровограді, познайомився з українською дівчиною. Після звільнення в запас вони одружилися і 23 січня 1969 року в них народився син[уточнити], якого назвали Андрієм. Він став другою дитиною в сім'ї після старшої сестри Наталії. 
Першу футбольну освіту Канчельскіс отримав у спортивній школі кіровоградської Зірки. Після призову в армію в 1988 році був переведений до Динамо (Київ), де провів два роки під керівництвом великого тренера Валерія Лобановського. Перший матч на вищому рівні провів у Києві на Республіканському стадіоні 17 вересня 1988 року. Після закінчення служби Канчельскіс продовжив кар'єру в іншому українському гранді — донецькому «Шахтарі», де й провів наступний сезон.
26 березня 1991 року він за 890.000 £ вперше перейшов у закордонний клуб — Манчестер Юнайтед, куди його запросив ще один видатний тренер Сер Алекс Фергюсон. Тут Канчельскіс швидко став основним і зайняв позицію правого півзахисника на чотири повних сезони. Це був один з найкращих періодів гравця. За цей час він встиг виграти чемпіонат Англії, Кубок Кубків УЄФА, Суперкубок УЄФА, Кубок Англії, Кубок Футбольної Ліги та Суперкубок Англії.
У сезоні 1994/95, внаслідок конфлікту з головним тренером, у міжсезоння Канчельскіс був проданий в ліверпульський «Евертон» за 6.675.000 £. Для клубу ця покупка стала рекордною за всю його історію. Гравець легко і швидко закріпився в основному складі, виконуючи на полі роль півзахисника та нападника. Зокрема у квітні 1996 року він був визнаний найкращим гравцем місяця в прем'єр-лізі. Однак в зв'язку з фінансовими труднощами і з пропозицією в 7.120.000 £ від італійської «Фіорентини», керівництво «Евертона» без узгодження з гравцем провело його продаж. Футболіст вирішив не йти проти керівництва клубу і в січні 1997 року відправився у Флоренцію.
У новому клубі гравця переслідували травми і через них єдиний, проведений в Італії, сезон 1997/98 для Канчельскіса виявився невдалим — півзахисникові не вдалося продемонструвати свою кращу гру й за весь сезон йому вдалося забити тільки два голи. Через це та низку инших причин Фіорентина продала футболіста в шотландський «Рейнджерс» за 4.895.000 £, де його дуже хотів бачити тамтешній наставник Дік Адвокат. 
У першому сезоні Канчельскіс постійно виходив на поле в основному складі й разом зі своєю новою командою відразу виграв трофейний гет-трик у Шотландії. Клуб став чемпіоном Шотландської Прем'єр-ліги, а також завоював Кубок Шотландії і Кубок шотландської ліги. Наступний сезон для гравця склався менш вдало: початок сезону він пропустив через травму сухожилля і на полі його з успіхом замінив новачок американець Клаудіо Рейна, тому навіть після відновлення Канчельскіс виходив лише на заміну, і зіграв до кінця року всього в 10 матчах і забив 3 м'ячі. У сезоні 2000/01 після конфлікту на тренуванні з Фернандо Ріксеном, Канчельскіс був відсторонений від основного складу і йому довелося цілий місяць тренуватися з молодіжною командою «Рейнджерса». Але й після відбуття покарання Андрій продовжував не потрапляти навіть до заявки команди на матчі. У кінці січня 2001 року з'явилася пропозиція від англійського клубу «Манчестер Сіті» про оренду гравця за 712.000 £ до кінця сезону. З пропозицією всі погодилися і незабаром футболіст повернувся в Англію.
«Манчестер Сіті» на той момент перебував серед аутсайдерів чемпіонату, займаючи після 24 турів 18-е місце. За час оренди Канчельскіс взяв участь у 10 матчах Прем'єр-ліги, але його допомога не врятувала клуб від вильоту, через що футболіст достроково повернувся назад до шотландського «Рейнджерса». Через складні стосунки між Діком Адвокатом і російським легіонером, стабільного місця у складі гравець не мав. Шотландський клуб вирішив не підписувати новий контракт з гравцем, через що він з 1 липня 2002 року став вільним агентом.
Пошуки нового клубу для Канчельскіса призвели до появи варіянту з продовженням його кар'єри в «Саутгемптоні» і 30 серпня 2002 року було підписано контракт на один рік. Дебют росіянина відбувся вже 11 вересня «Евертона». Але більше на поле російський півзахисник в цьому сезоні не виходив. Весь інший час гравець просто числився в складі «Саутгемптона».
На початку лютого 2003 року в зв'язку з повною відсутністю ігрової практики він достроково припинив співпрацю з Саутгемптоном і підписав чотиримісячний контракт з чемпіоном Саудівської Аравії - клубом «Аль-Гіляль» з Ер-Ріяда. Канчельскіс брав участь у більшості матчах, але у травні 2003 року клуб вирішив не продовжувати контракт з гравцем, і росіянин повернувся в Англію. Легіонер почав шукати нові варіанти продовження кар'єри, але, так і не отримавши гідних пропозицій, до кінця року залишився без клубу.
На початку грудня 2003 року футболіст провів переговори з керівництвом московського «Динамо», за якими гравець приєднався до команди перед першим закордонним збором. 22 січня 2004 року був підписаний контракт за схемою 1+1. 12 лютого відбулося представлення новачків клубу, серед яких був відсутній самий Канчельскіс. Його відсутність пояснювалася певними розбіжностями з тренером клубу Ярославом Гржебіком, а також травмою — перелом ребра зі зміщенням. 10 березня у поданій командою заявці на чемпіонат Росії 2004 Андрія Канчельскіса не виявилося. Це означало, що як мінімум на першу половину сезону гравець буде без роботи. А вже 15 березня керівництво клубу повідомило про розрив контракту з Канчельскісом. 25 березня гравець з цим не погодився і подав заяву в Палату РФС з вимогою відновити його в клубі. Проте судова тяганина затяглася до кінця року. 
З початку квітня 2004 року гравець приступив до тренувань у Раменському «Сатурні» і 4 червня 2004 між ними був підписаний контракт на півроку, а після його завершення, був продовжений ще на один сезон. Незважаючи на травми, що переслідували 36-річного гравця, в більшості матчів він виходив на поле в стартовому складі і нерідко проводячи на полі всі 90 хвилин. Після завершення сезону «Сатурн» не став продовжувати контракти і ветеран покинув клуб.
У середині грудня 2005 року Канчельскіс приєднався на зборах до самарському клубу «Крила Рад» під керівництвом Гаджи Гаджиєва. Перед початком сезону, 7 березня 2006 року гравець підписав однорічний контракт. У новому сезоні Андрій зіграв в 22 матчах з 30 можливих, виступаючи на позиції правого крайнього захисника. Канчельскіс став одним з лідерів «Крил» і після травми Андрія Гусіна взяв на себе обов'язки капітана команди. У багатьох матчах він був одним з найкращих, тричі потрапляв в символічну збірну туру за версією газети «Спорт-Експрес». і був визнаний найкращим футболістом-ветераном чемпіонату за оцінками «СЕ». 
11 лютого 2007 року 38-річний Андрій Канчельскіс оголосив про завершення своєї ігрової кар'єри. Після цього він прийняв запрошення керівництва ФК «Носта» (Новотроїцьк) на посаду генерального директора клубу. У першості Росії 2006 року клуб зайняв перше місце в зоні «Урал-Поволжье» другого дивізіону, і в 2007 році він мав вдруге у своїй історії виступити в першому дивізіоні. За підсумками першості-2007 «Носта» посіла рекордне для себе 7-е місце. На посаді гендиректора ФК «Ності» Андрій перебував до закінчення контракту у грудні 2009 року, після чого став головним тренером команди Торпедо-ЗІЛ.

## Збірна
| Збірна | Роки      | Євро-1992 | Євро-1992 | Євро-1992 | Євро-1992 | ЧС-1994 | ЧС-1994 | Евро-1996 | Евро-1996 | Евро-1996 | Евро-1996 | ЧС-1998 | ЧС-1998 | Евро-2000 | Евро-2000 | Тов.матчі | Тов.матчі | Всього | Всього |
| Збірна | Роки      | Відбір    | Відбір    | Фінал     | Фінал     | Відбір  | Відбір  | Відбір    | Відбір    | Фінал     | Фінал     | Відбір  | Відбір  | Відбір    | Відбір    | Тов.матчі | Тов.матчі | Всього | Всього |
| Збірна | Роки      | Матчі     | Голи      | Матчі     | Голи      | Матчі   | Голи    | Матчі     | Голи      | Матчі     | Голи      | Матчі   | Голи    | Матчі     | Голи      | Матчі     | Голи      | Матчі  | Голи   |
| ------ | --------- | --------- | --------- | --------- | --------- | ------- | ------- | --------- | --------- | --------- | --------- | ------- | ------- | --------- | --------- | --------- | --------- | ------ | ------ |
| СРСР   | 1989—1991 | 8         | 3         | —         | —         | —       | —       | —         | —         | —         | —         | —       | —       | —         | —         | 9         | 0         | 17     | 3      |
| СНД    | 1992      | —         | —         | 3         | 0         | —       | —       | —         | —         | —         | —         | —       | —       | —         | —         | 3         | 0         | 6      | 0      |
| Росія  | 1993—1998 | —         | —         | —         | —         | 5       | 1       | 6         | 0         | 2         | 0         | 6       | 1       | 1         | 0         | 16        | 3         | 36     | 5      |
| Всього |           |           |           |           |           |         |         |           |           |           |           |         |         |           |           |           |           | 59     | 8      |

## Сім'я
Влітку 1990 року в рідному Кіровограді Андрій Канчельскіс познайомився з дівчиною на ім'я Інна, яка була обрана «Міс Кіровоград». 22 червня 1991 року вони одружилися. Виховують двох дітей, старший син Андрій народився в Манчестері 23 грудня 1993, а дочка Єва - у Глазго 23 березня 1999.

## Досягнення
Клубні
- Бронзовий призер чемпіонату СРСР (1989)
- Володар Кубка СРСР (1990)
- Володар Суперкубка Європи (1991)
- Чемпіон Англії (1993, 1994)
- Срібний призер чемпіонату Англії (1992, 1995)
- Володар Кубка Англії (1994)
- Володар Кубка англійської ліги (1992)
- Володар Суперкубка Англії (1993, 1994)
- Чемпион Шотландії (1999, 2000)
- Володар Кубку Шотландії (1999, 2000, 2002)
- Володар Кубка шотландської ліги (1999, 2002)
- Володар Кубка Саудівської Аравії (2003)

Зі збірною
- Чемпіон Європи (U-21): 1990
- Учасник фінальних турнірів чемпіонатів Європи (1992, 1996)

Власні
- Майстер спорту (1989)
- Майстер спорту міжнародного класу (1990)
- Один з 33-х найкращих футболістів СРСР (№ 1 серед правих півзахисників (1990)
- Найкращий російський легіонер (1995)
- Найкращий гравець місяця в англійській прем'єр-лізі (квітень, 1996)
- Найкращий гравець графства Мерсісайд (1996)
- Найкращий російський легіонер місяця (лютий 1999) за версією газети «Спорт-Экспресс»
- Найкращий футболіст-ветеран російської прем'єр-ліги (2006) за оцінками «Спорт-Экспресс»
- Член «Клубу 100» російських бомбардирів